# Gualteri de Guimarães
Gualteri de Guimarães, en portuguès São Guálter (Itàlia, començament del segle xiii - Guimarães, ca. 1259) fou un frare franciscà italià, enviat a Portugal. És venerat com a sant per l'Església Catòlica i és patró de Guimarães.

## Biografia
Gualteri fou enviat per Sant Francesc d'Assís a predicar a Portugal i difondre-hi l'Orde de Frares Menors. Amb el seu company Zacaries arribà al país en 1217. Zacaries anà al sud i fundà convents franciscans a Alenquer i Lisboa; Gualteri anà al nord i restà a Guimarães, on fundà un monestir vora el mont de Santa Catarina, anomenat des de llavors de Fonte Santa, a Urgeses.
Pels seus actes i pregàries, es guanyà el favor dels habitants de Guimarães, que demanaren als frares que traslladessin el convent a la ciutat, a São Francisco o Velho. Gualteri hi morí, probablement en 1259 i hi fou sebollit.

## Veneració

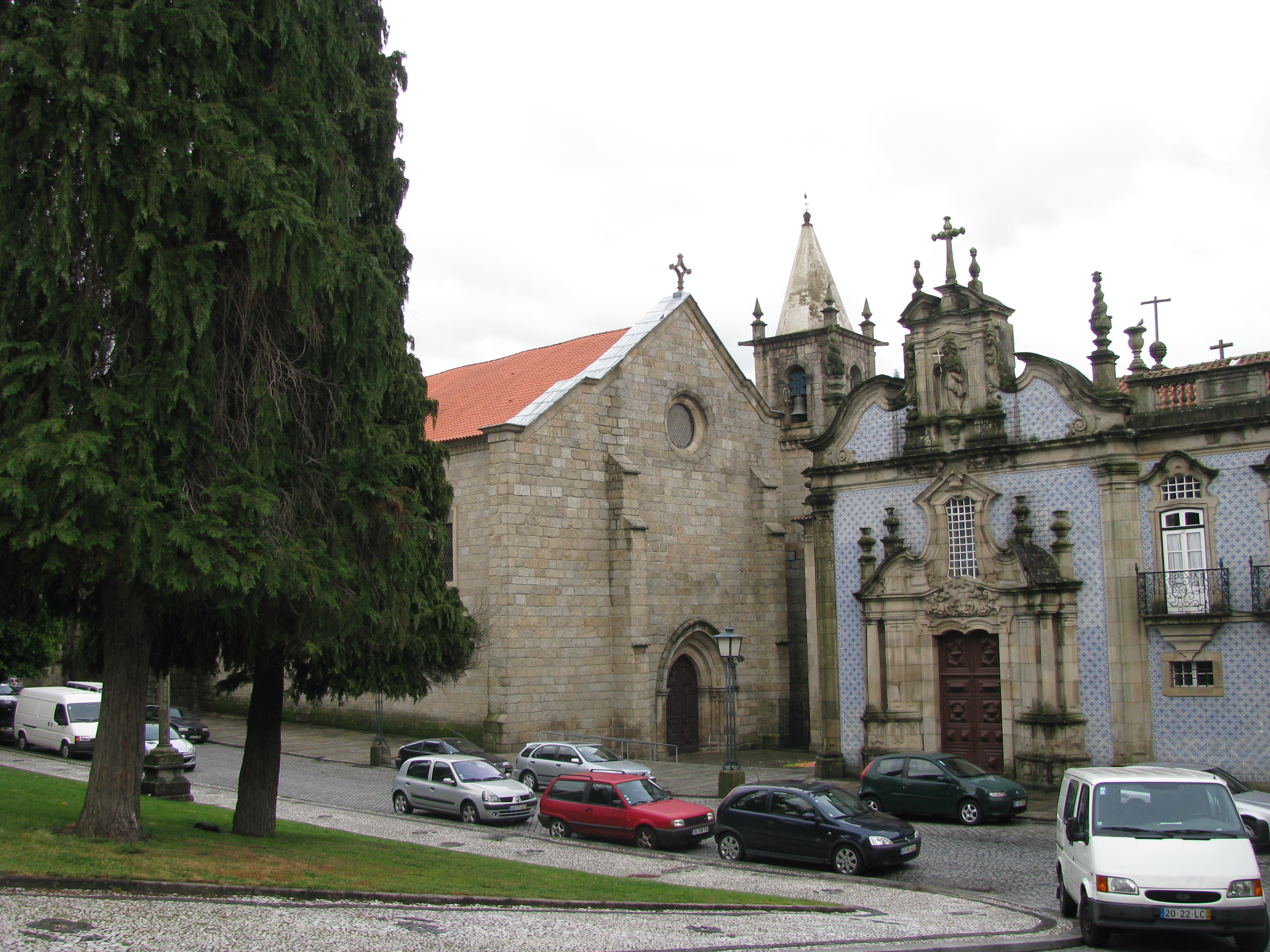
S. Francisco de Guimaraes, lloc d'enterrament del sant.

Aviat la seva tomba fou visitada i el frare venerat. En 1271, els frares es traslladaren a un nou convent prop de les muralles. El convent fou enderrocat en 1325 per ordre de Dionís I de Portugal, ja que comprometia la seguretat de la vila, i un tercer convent es construí al segle xv, l'actual São Francisco de Guimarães.
La devoció popular conduí a la creació de la Confraria de Sant Gualteri (Irmandade de São Guálter) cap al 1527. En 1577, la confraria construí una capella al convent franciscà, on es guardava una relíquia del sant. La confraria feia una processó anual el dia de la festivitat del sant, l'1 d'agost. La capella fou enderrocada en 1750 i l'altar de la confraria traslladat a la Igreja de Nossa Senhora da Consolação e Santos Passos.
En 2009 foren descoberts, dintre d'una imatge de talla del convent franciscà, restes humanes que poden ser les relíquies del sant.
La primera setmana d'agost se celebren a Guimarães les Festas Gualterianas, des de 1906.